# 浪花隊
浪花隊/浪華隊（なにわたい）は、1868年（慶応4年）から1870年（明治3年）まで存在した大阪の治安部隊である府兵の別名。監軍の一人であった桃井春蔵が実質的に率い、撃剣師範も務めていた。大阪府警察部のルーツである。

## 概要
1868年（慶応4年）1月3日に勃発した戊辰戦争鳥羽・伏見の戦いで旧幕府軍は新政府軍に敗れ、9日に大坂城は炎上し、大坂は新政府軍に占領された。新政府軍進駐後、大坂町奉行は閉鎖され、薩摩・長州・芸州の藩兵が治安維持を担当したが、東下準備に忙殺され、大坂は無政府状態となった。
新政府軍は、旧幕府軍の遊撃隊頭取並であったが開戦に反対し南河内の寺に脱走していた桃井春蔵を呼び出し、協力を要請。桃井はこれを引き受け、現在の大阪市北区天満にあった川崎東照宮（建国寺）境内に道場を建て、兵に撃剣を指導した。
同年5月2日に大阪府が設置されると、治安維持のために府兵局が設置され旧大坂定番与力・同心を中心に府兵2小隊（1小隊40名）80名に編成された。この府兵が「浪花隊（浪華隊）」と呼ばれた。1868年（明治元年）11月、桃井は府兵局の監軍4名の1人に任じられ、1869年（明治2年）4月から併せて府兵の撃剣師範に就いた。
この頃、桃井は北桃谷町（現大阪市中央区）に士学館道場を再興し、高弟で浪花隊の隊員でもある秋山多吉郎（当時桃井）を師範代兼塾頭においた。
1869年（明治2年）、府兵は拡充され隊員は600人以上に増えたが、政府から独自の軍事的組織であるとして問題視され、1870年（明治3年）に解散した。

## 装備

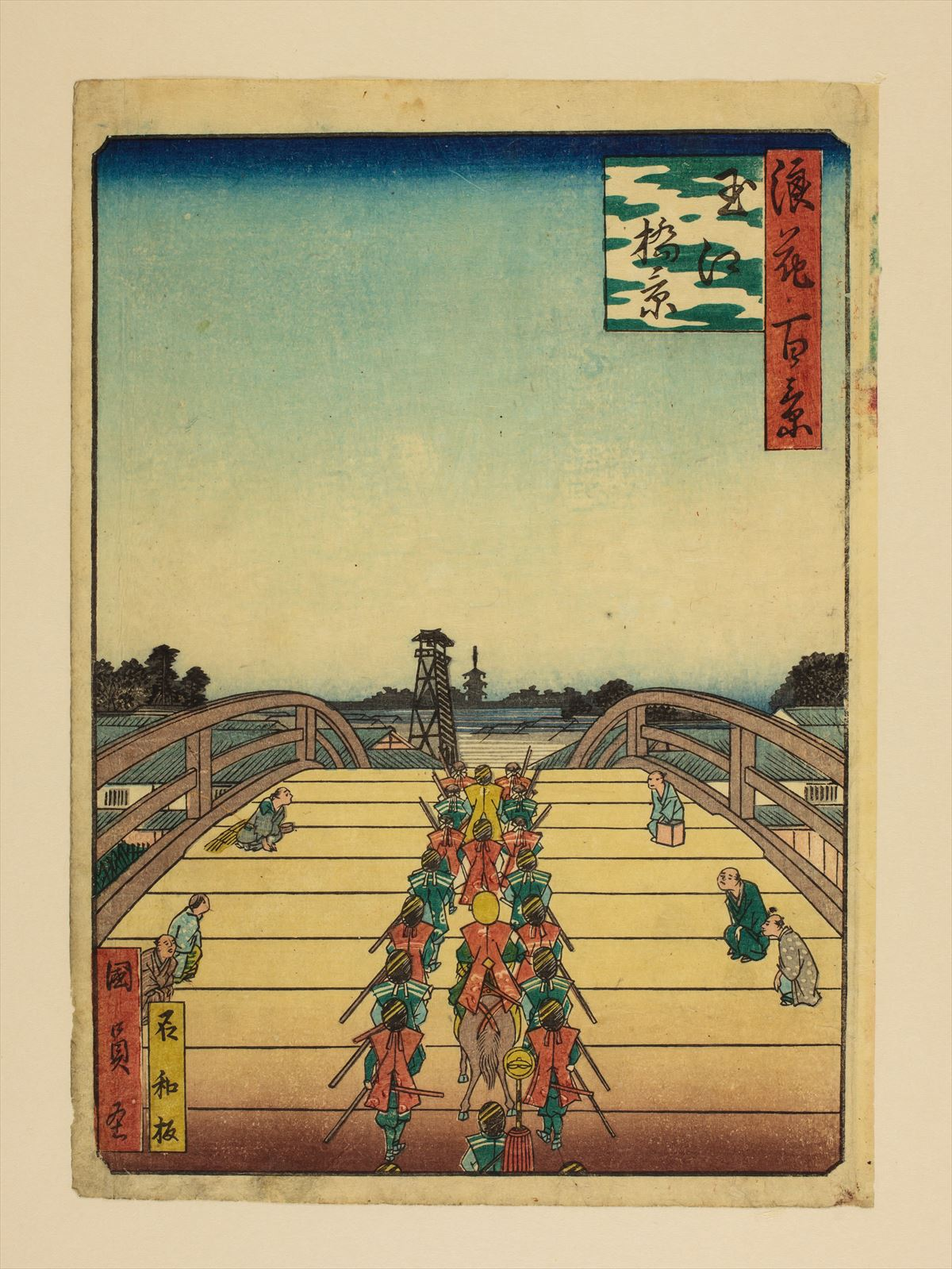
玉江橋景 (浪花百景)

発足時、隊員は一閑張りの大黒帽子、太い赤線2本入りの陣羽織（打裂羽織）、紺の股引、草鞋を着け六尺棒を持っていた。後に鉄砲・大砲も保有するようになり、和装から洋装（羅紗服、マンテルズボン、フランス製の靴）へ変更された。靴が大きいため、綿を詰めて足袋を履き、上から縄で縛った。
実質的な隊長である桃井春蔵は白鉢巻、朱塗り胴、打裂羽織、銀拵え黒漆塗りの日本刀を帯び、紫の房で飾った馬に乗っていた。
鼓笛隊を先頭に真赤の隊旗を立て派手に行進したため人気があったといわれ、浮世絵にも描かれている。

## 年表
- 1868年（慶応4年）、大坂与力と同心を中心に80名で発足。桃井春蔵を監軍・撃剣師範に迎える。
- 1869年（明治2年）、隊員が600名を超える。
- 1870年（明治3年）、解散。